# Stade Excelsior
Le stade Excelsior (en espagnol : Estadio Excelsior) est un stade de football situé à Puerto Cortés, au Honduras.
Le Club Deportivo Platense joue notamment ses matchs de football dans cette enceinte d'une capacité de 10 000 places.